# Hashim Sarkis
Hashim A. Sarkis (árabe: هاشم سركيس; Beirut, 1964) es un arquitecto libanés. Desde 2015, Sarkis ha sido profesor y decano de la Escuela de Arquitectura y Planificación del Instituto Tecnológico de Massachusetts. También es director fundador de Hashim Sarkis Studios desde 1998.

## Biografía
Nacido en Beirut, Sarkis se trasladó a Estados Unidos, donde cursó una doble Licenciatura en Arquitectura y en Bellas Artes de la Escuela de Diseño de Rhode Island (1987), un máster en Arquitectura con honores (1989) y un Doctorado en Filosofía de la Escuela de Graduados de Diseño de la Universidad de Harvard ( 1995). Su disertación se tituló "Públicos y Arquitectos: Reincorporando el Diseño en la Democracia", y fue asesorada por Peter G. Rowe, K. Michael Hays, Jorge Silvetti y Roberto Mangabeira Unger.
Sarkis ha trabajado para varios estudios de arquitectura, como el de Rafael Moneo en Beirut Souks. En 1998, Sarkis estableció su propio estudio, bautizado como Hashim Sarkis Studios, con oficinas en Cambridge y Beirut. De 1995 a 2015, Sarkis fue profesor en la Escuela de Graduados de Diseño de la Universidad de Harvard, donde impartió estudios de diseño y cursos sobre historia y teoría de la arquitectura.
En 2018, fue nombrado curador de la Bienal de Arquitectura de Venecia de 2020.

## Obra construida
- 2004 - Agricultural and Community Center, Mejdlaya
- 2004 - Balloon Landing Park, Beirut
- 2004 - Oceana Beach Club, Damour
- 2004 - Olive Oil Press, Batroun
- 2005 - Wareham Street Loft, Boston
- 2007 - Restaurante Oleana, Cambridge
- 2007 - Casa para los pescadores de Tiro, Abbasiyeh
- 2009 - Al Zorah, Ajman
- 2010 - Boston Eye Group, Brookline
- 2010 - Resisdencia en Tremont Street, Boston
- 2011 - The Street Pavilion, Shenzhen
- 2016 - Ayuntamiento de Byblos, Byblos
- 2016 - Dana Street House, Cambridge
- 2017 - The Courtowers, Beirut
- 2018 - Residencia Saifi, Beirut

## Publicaciones
- Projecting Beirut: Episodes in the Construction and Reconstruction of a Modern City, with Peter G. Rowe, 1998, ISBN 978-3791319384
- Case: Le Corbusier's Venice Hospital and the Mat Building Revival, 2001, ISBN 978-3791325385
- Circa 1958: Lebanon in the Pictures and Plans of Constantinos Doxiadis, 2003, ISBN 978-2842894306
- Josep Lluis Sert: The Architecture of Urban Design, 1953-1969, 2008, ISBN 978-0300120653
- Expansions, 2021 Edited by Hashim Sarkis and Ala Tannir, link
- Cohabitats, 2021 Edited by Hashim Sarkis and Ala Tannir, link